# Koutiala
Koutiala est une ville et une commune urbaine malienne, chef-lieu du cercle de Koutiala et de la région de Koutiala. Elle se située à 140 km au nord de Sikasso. Elle est la troisième ou quatrième ville la plus peuplée du Mali après Bamako, Sikasso et Mopti avec environ 275 000 habitants pour une superficie de 262 km2. Koutiala est un important carrefour routier, marché agricole et centre agro-industriel cotonnier au sud du pays. Son rôle de centre industriel de la filière cotonnière lui vaut le surnom de capitale de l'or blanc.

## Histoire
Située en pays minianka, Koutiala a été fondée vers le XIVe siècle par les Coulibaly venus du Royaume bambara de Ségou.
Alors que le Soudan français est une colonie française, Koutiala devient par la loi française du 18 novembre 1955, une commune de moyen exercice, dirigée par un maire, fonctionnaire nommé par le chef de territoire, assisté d’un conseil municipal élu par un collège unique.
Commune mixte en 1959, elle devient commune de plein exercice en 1966, la loi du 2 mars 1966 donne un statut commun à toutes les communes créées avant l’indépendance du Mali en 1960. Un conseil municipal élu désigne en son sein le maire et un ou plusieurs adjoints.

## Situation

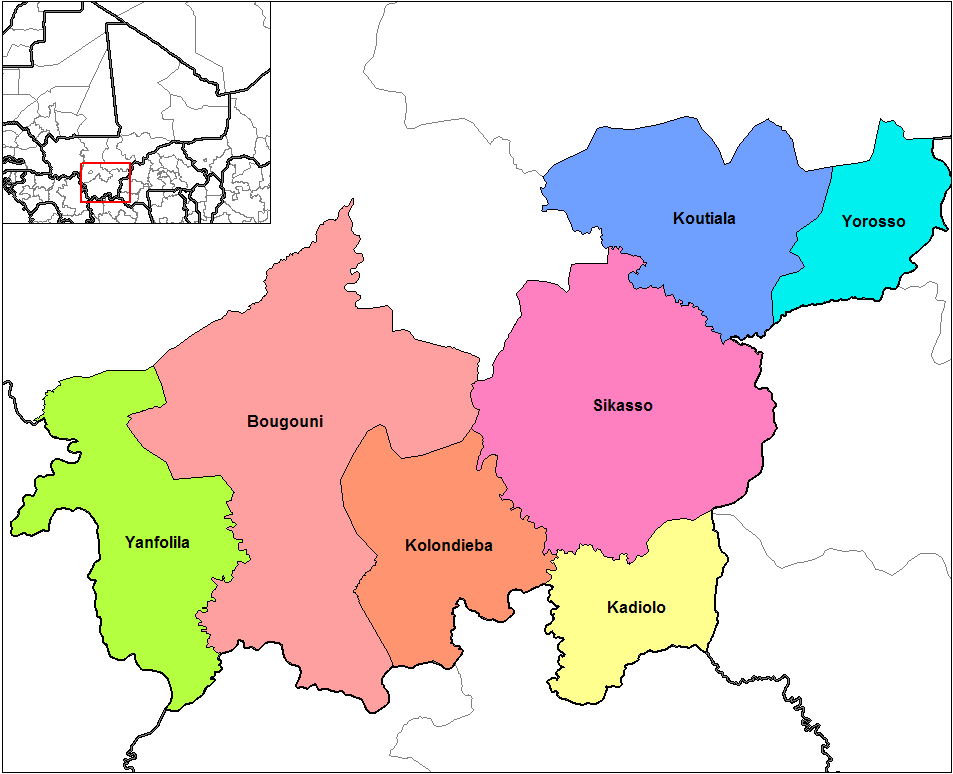
Carte des cercles de la région de Sikasso au Mali.

Koutiala est située au sud du Mali dans la région de Sikasso de 1960 à 2012 et le cercle de Koutiala dont elle est le chef-lieu. La ville s'étage entre 400 et 350 m à la confluence de trois marigots : le Pimpedogo et ses deux affluents, le Farako au sud et le Boro au nord. La ville est reliée à Sikasso, distante de 140 km par la route nationale 11, au sud ; à Ségou distante de 160 km par la route nationale 12, à l'ouest  et à Mopti, distante de 330 km par la route nationale 6, au nord. La frontière burkinabée est distante de 110 km par la route nationale 12 à l'est et de là on rejoint Bobo-Dioulasso située à 230 km de Koutiala.
| Fakolo         | Songoua    | Songo-Doubacoré |
| N'Golonianasso | Koutiala   | Yognogo         |
| N'Golonianasso | N'Goutjina | Sincina         |

## Administration

### Municipalité
La municipalité de Koutiala comprend, outre la ville de Koutiala, les villages de Dérésso, Signé, N'Tiésso, Wattorosso, Ouolobougou, Ouolosso, Koumbè et Bougoura. À l'inverse plusieurs villages des communes voisines sont intégrés à l'aire urbaine de Koutiala : Sincina (commune de Sincina), Sanga et Ouéléguéna  (commune de N'Goutjina). La ville est dirigée par un conseil municipal de 33 membres qui élit en son sein le maire.
| Année | Maire élu         | Parti politique |
| ----- | ----------------- | --------------- |
| 2004  | Oumar Dembélé     | UDD             |
| 2009  | Dramane Sountoura | SADI            |
| 2016  | Oumar Dembélé     | SADI            |

### La région de Koutiala
Le cercle de Koutiala compte avant 2023, 36 communes (Diedougou, Diaramana, Diouradougou Kafo, Fagui, Fakolo, Gouadji Kao, Gouadji Soukouna, Kafo Faboli, Kapala, Karagouana Mallé, Koloniké, Konina, Koningué, Konseguela, Koromo, Kouniana, Koutiala, Logouana, M Pessoba, Miéna, N Golonianasso, N Goutjina, Nafanga, Nampé, Niantaga, Sincina, Sinkolo, Songo-Doubacoré, Songoua, Sorobasso, N'tossoni, Tao, Yognogo, Zamfigué, Zangasso, Zanina, Zebala) et 355 289 habitants.

## Démographie
Au recensement de 2009, la ville de Koutiala compte 141 444 habitants tandis que la commune en compte : 154 545.
| 1976   | 1987   | 1998   | 2009    | 2023    |
| ------ | ------ | ------ | ------- | ------- |
| 27 156 | 48 698 | 76 914 | 141 444 | 217 038 |

## Économie

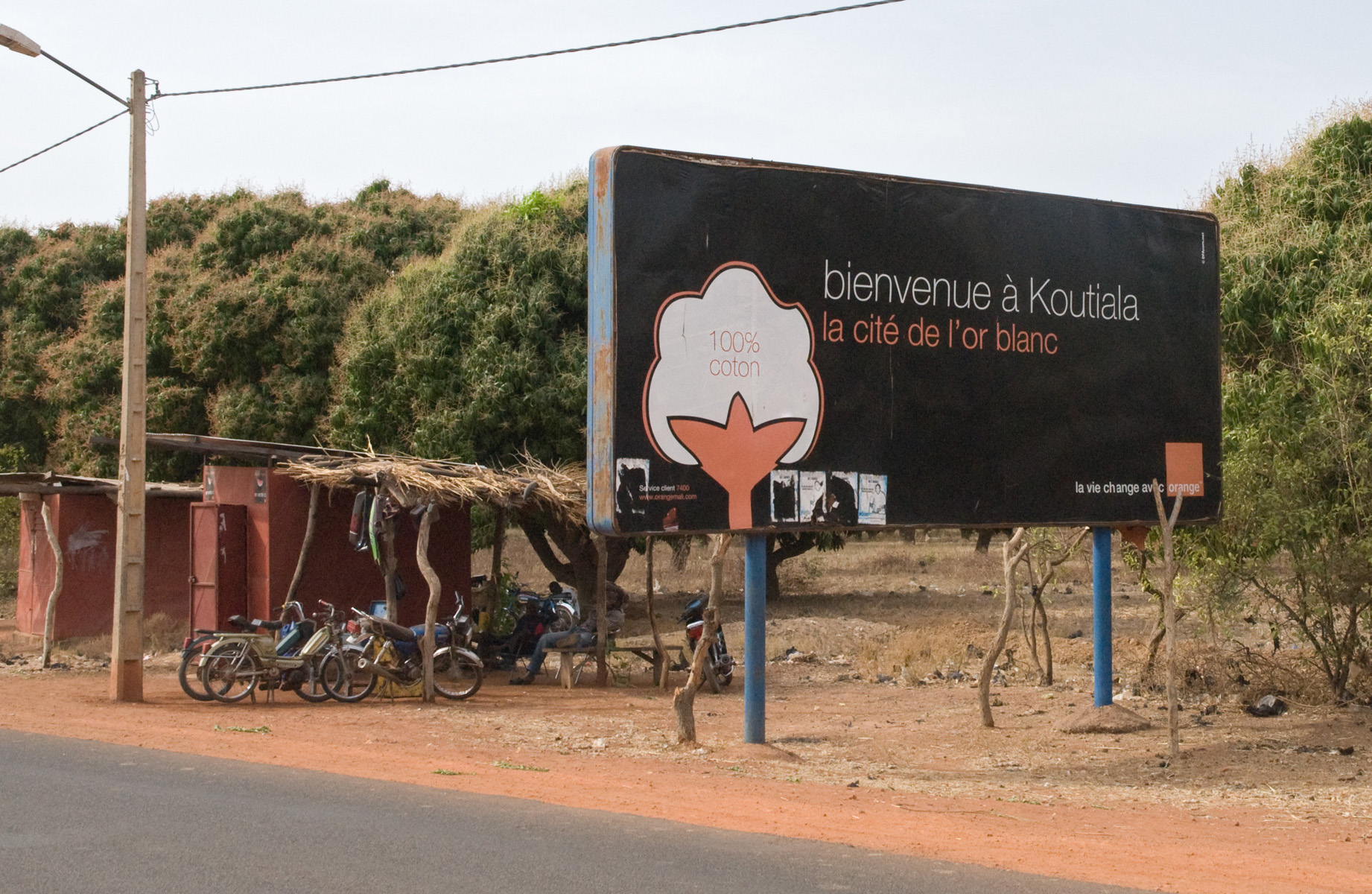
Koutiala, « cité de l'or blanc »

Dans les zones rurales de la commune de Koutiala, l'agriculture produit coton, maïs, mil et sorgho ; entre 1 000 et 3 000 t pour chacun. Côté élevage, le cheptel dépasse 6 000 têtes pour moitié constitué de bovins, le reste se répartissant entre ovins, caprins et asins.
Koutiala est baptisée « capitale de l’or blanc » en raison de l'importance régionale de la culture du coton. La filière industrielle de cette plante fait de la ville le deuxième centre industriel du Mali avec notamment la Compagnie malienne pour le développement du textile (CMDT) qui y dispose de 4 usines d’égrenage et l’Huilerie cotonnière du Mali (HUICOMA). La ville possède en outre plusieurs unités agroindustrielles (savonnerie, laiterie, boulangerie, abattoir).
Koutiala grâce à sa position de carrefour routier au centre d'une riche région agricole entretient plusieurs marchés spécialisés : aux bestiaux, aux volailles, aux poissons, au bois.

## Environnement
La ville de Koutiala est victime de la pollution des eaux de ses marigots et de sa nappe phréatique en raison des rejets des huit usines, dont trois huileries, présentes sur son territoire.

## Sports
Un stade omnisports de 4 000 places a été inauguré par le président malien Amadou Toumani Touré le 3 janvier 2009. La construction de ce stade, dont le coût s’élève à 1,2 milliard de francs CFA, a été entièrement financée par la Chine.

## Personnalités
- Ibrahim Boubacar Keïta (1945-2022), ancien président de la République du Mali, est né à Koutiala.
- Mamadou Diawara (1949-), ingénieur et député, né à Koutiala.

## Jumelages

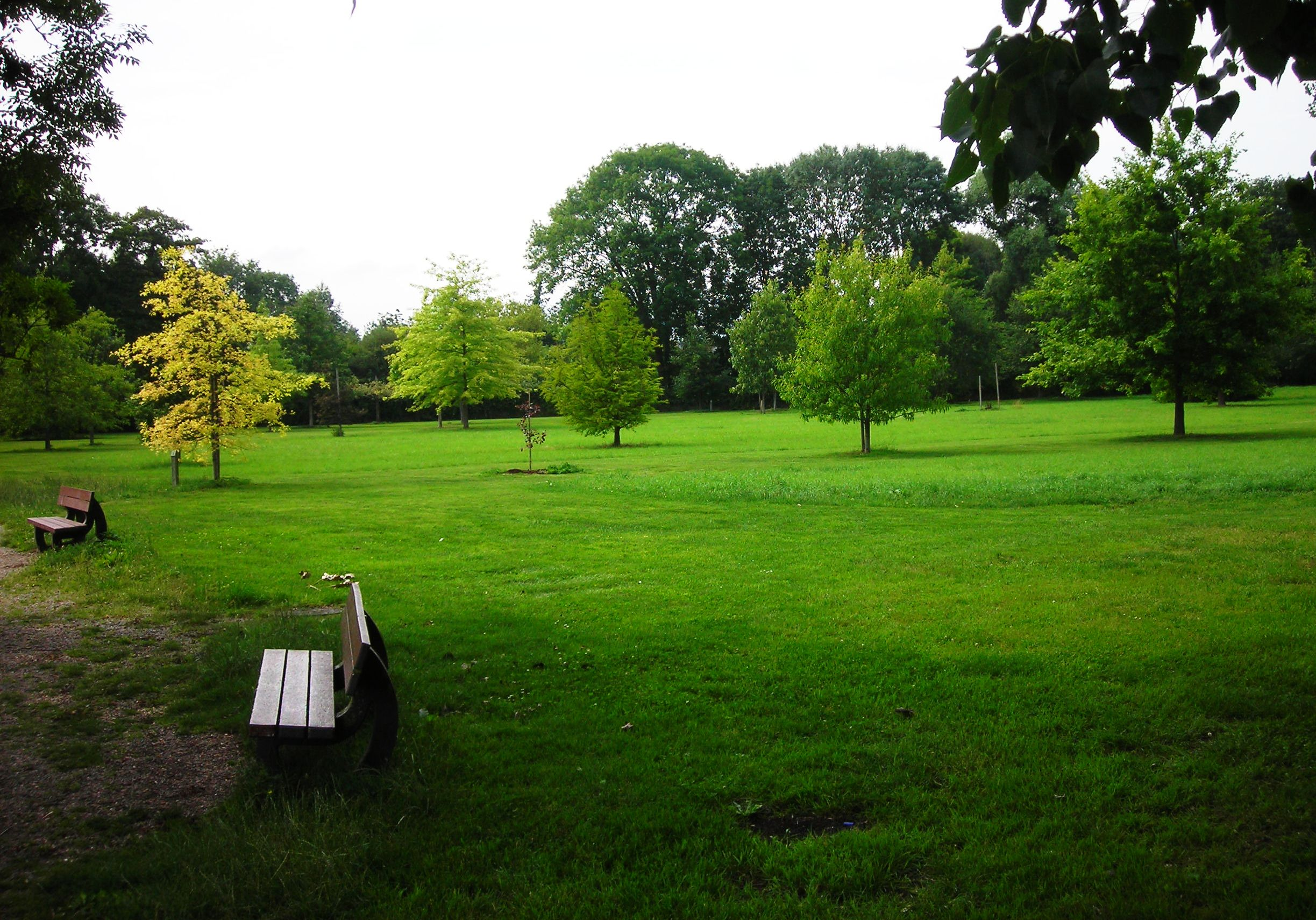
Arboretum Koutiala à Alençon

Koutiala est jumelée avec :
- Alençon (France).